# دامیان والش هاولینگ
دامیان والش هاولینگ (به انگلیسی: Damian Walshe-Howling) (زاده ۲۲ ژانویهٔ ۱۹۷۱) بازیگر استرالیایی است.
از کارهای معروف او می‌توان به بازی در فیلم در اطراف بلوک اشاره کرد.